# Ideal (ringteori)
I ringteori, en del af abstrakt algebra, er et ideal en speciel delmængde af en ring. Idealkonceptet generaliserer på passende vis vigtige egenskaber ved heltal, såsom "lige tal" og "multipla af 3."
Eksempelvis betragter man i ringe primidealer i stedet for primtal, og man kan bevise en generaliseret udgave af den kinesiske restklassesætning om idealer.
Et ideal kan bruges til konstruktion af en kvotientring på samme måde, som en normal undergruppe i gruppeteori kan benyttes til konstruktion af en kvotientgruppe.

## Historie
Idealer blev først anvendt af Richard Dedekind i 1876 i den tredje udgave af hans bog Vorlesungen über Zahlentheorie (på dansk: Forelæsninger om talteori.) De var en generalisering af idealtallene, der blev udviklet af Ernst Kummer. Senere blev begrebet udvidet af David Hilbert og især Emmy Noether.

## Definitioner
Lad R være en ring, hvor + er operatoren i ringens abelske gruppe. En delmængde I af R kaldes et højreideal hvis
- (I, +) er en undergruppe af (R, +)
- xr er indeholdt i I for alle x i I og alle r i R

og et venstreideal hvis
- (I, +) er en undergruppe af (R, +)
- rx er indeholdt i I for alle x i I og alle r i R

Venstreidealerne i R er præcis højreidealerne i den ringen Ro, der fremkommer ved at vende multiplikationsoperationen i R, og på samme måde er højreidealerne præcis venstreidealerne i Ro. Når R er en kommutativ ring, falder højreidealerne og venstreidealerne sammen, og det tosidede ideal kaldes blot et ideal. For at holde definitionerne kortere, betragtes her kun kommutative ringe.
I kaldes et ægte ideal hvis den er en ægte delmængde af R; dvs. at I er forskellig fra R.
Hvis A er en vilkårlig delmængde af ringen R, kan man definere idealet frembragt af A til at være det mindste ideal af R, der indeholder alle elementer i A; den betegnes 〈A〉 eller (A) og indeholder alle endelige summer på formen
r1a1s1 + ··· + rnansn,
hvor hvert ri og si er indeholdt i R og alle ai er indeholdt i A. Idealet siges at være endeligt frembragt, hvis den frembringende mængde A er endelig, og ethvert element x ∈ I kan skrives
{\displaystyle x=\sum _{k=1}^{n}r_{k}a_{k},}
hvor ak ∈ A og {rk | k = 1, ..., n} er en endelig delmængde af R.

## Eksempler
- De lige heltal danner et ideal i ringen Z af alle heltal; den betegnes typisk 2Z. Det er et resultat af, at summen af to lige heltal er lige, og at produktet af et lige heltal og et hvilket som helst andet heltal også er lige.
- I ringen Z er alle idealer frembragt af et enkelt tal (så Z kaldes et hovedidealområde,) og idealet bestemmer tallet op til fortegn. Koncepterne om "ideal" og "tal" er derfor næsten identiske i Z (og et hvilket som helst andet hovedidealområde.)
- Mængden af alle polynomier med reelle koefficienter, der går op i polynomiet x² + 1 er et ideal i ringen af alle polynomier.
- Mængden af alle n-gange-n-matricer, hvis sidste kolonne er nul, danner et venstreideal i ringen af alle n-gange-n-matricer. Det er ikke et højreideal. Mængden af alle n-gange-n-matricer, hvis sidste række er nul, danner et højreideal men ikke et venstreideal.
- Ringen C(R) af alle kontinuerte funktioner f fra R til R indeholder et ideal af alle kontinuerte funktioner f, så f(1) = 0. Et andet ideal i C(R) er givet ved de funktioner, for hvilke der findes et reelt tal L > 0, så f(x) = 0 for |x| > L.
- {0} og R er idealer i enhver ring R. Hvis R er kommutativ, er R et legeme hvis og kun hvis den har præcis to idealer, {0} og R.

## Idealtyper
For at simplificere beskrivelsen antages alle ringe at være kommutative.
Idealer er vigtige, fordi de optræder som kernen i ringhomomorfier og tillader en at definere en kvotientring. Forskellige idealtyper betragtes, fordi de kan bruges til at konstruere forskellige kvotientringe.
- Maksimalt ideal: Et ægte ideal I kaldes et maksimalt ideal, hvis der ikke findes et andet ægte ideal J, så I er en delmængde af J. Kvotientringen af et maksimalt ideal er et legeme.
- Primideal: Et ægte ideal I kaldes et primideal i R, hvis der for alle a og b i R gælder, at hvis ab er indeholdt i i, så er enten a eller b indeholdt i I. Kvotientringen af et primideal er et integritetsområde.
- Hovedideal: Et ideal I kaldes et hovedideal i R, hvis der findes et d ∈ R, så I = 〈d〉 – dvs. at idealet er frembragt af et enkelt element.

## Nogle grundlæggende egenskaber
- Et ideal er ægte hvis og kun hvis det multiplikative neutrale element, 1, ikke er indeholdt i idealet.
- De ægte idealer kan partielt ordnes med delmængdeinklusion, og som et resultat af Zorns lemma gælder, at ethvert ideal er indeholdt i et hovedideal.
- Da 0 er indeholdt i et ideal, er et ideal en ikke-tom mængde.

## Operationer på idealer
Summen og produktet af idealer er defineret som følger. For idealer I og J i R,
{\displaystyle I+J:=\{a+b\mid a\in I,b\in J\}}
og
{\displaystyle IJ:=\{a_{1}b_{1}+\dots +a_{n}b_{n}\mid a_{i}\in I,b_{i}\in J,i=1,2,\dots ,n,n\in \mathbb {N} \},}
hvilket vil sige, at produktet af to idealer I er defineret som idealet IJ, der er frembragt af alle produkter på formen ab med a i I og b i J. Produktet IJ er en delmængde af fællesmængden af I og J.
Summen af fællesmængden af idealer er igen et ideal. Foreningsmængden af to idealer er en delmængde af summen af idealerne, da der for ethvert element a i et af idealerne gælder, at elementet kan skrives a+0 eller 0+a, hvilket altså er indeholdt i idealsummen. Foreningen af to idealer er imidlertid ikke nødvendigvis et ideal (eks. er foreningen af 2Z og 3Z ikke, da 2+3 = 5 ikke er indeholdt i foreningen.)
Vigtige egenskaber ved disse idealoperationer fremgår af isomorfisætningen.